# Rhyacia stavroitiacus
Rhyacia stavroitiacus là một loài bướm đêm trong họ Noctuidae. Loài này được Tuleschkov miêu tả khoa học lần đầu tiên năm 1951.